# Lyle (Minnesota)
Lyle – miasto w Stanach Zjednoczonych, w stanie Minnesota, w hrabstwie Mower.